# Pi-emat

Liczba pi, zwana też ludolfiną, to stała matematyczna, która jest nieskończona, czyli po przecinku ma nieskończoną liczbę cyfr

Pi-emat – wiersz o charakterze  mnemotechnicznym, w którym liczba liter w kolejnych wyrazach odpowiada kolejnym cyfrom w ciągu rozwinięcia dziesiętnego liczby π ≈ 3,141592 653589 793238 462643 383279 502884 197169... Nazwę „pi-emat” użył po raz pierwszy Witold Rybczyński w miesięczniku „Problemy” (nr 8/1949). W 1930 r. tego typu utwór, pozwalający zapamiętać 23 cyfry po przecinku, ułożył Kazimierz Cwojdziński:
Kuć i orać w dzień zawzięcie, bo plonów niema bez trudu, złocisty szczęścia okręcie, kołyszesz? Kuć, my nie czekajmy cudu. Robota to potęga ludu.
Pi-emat pomysłu Rybczyńskiego (określony jako inwokacja do Mnemozyny – bogini pamięci) kodował 35 cyfr po przecinku, zawierał jednak jeden błąd:
Daj, o pani, o boska Mnemozyno, pi liczbę, którą też zowią ponętnie Ludolfiną, pamięci przekazać tak, by jej dowolnie oraz szybko do pomocy użyć; gdy się zadania* nie da inaczej rozwiązać, pauza –** to zastąpić liczbami.
*Słowo „zadania” ma 7 liter zamiast wymaganych w tym miejscu 8. Błędu dałoby się uniknąć, gdyby w tym miejscu użyć słowa „problemu”.
**Myślnik oznacza cyfrę zero.